# Amolops mengyangensis
Amolops mengyangensis е вид жаба от семейство Водни жаби (Ranidae). Видът е незастрашен от изчезване.

## Разпространение
Разпространен е във Виетнам, Китай и Лаос.

## Описание
Популацията на вида е намаляваща.